# Liteni
Liteni là một thị xã thuộc hạt Suceava, România. Dân số thời điểm năm 2002 là 9892 người.